# Acmonia

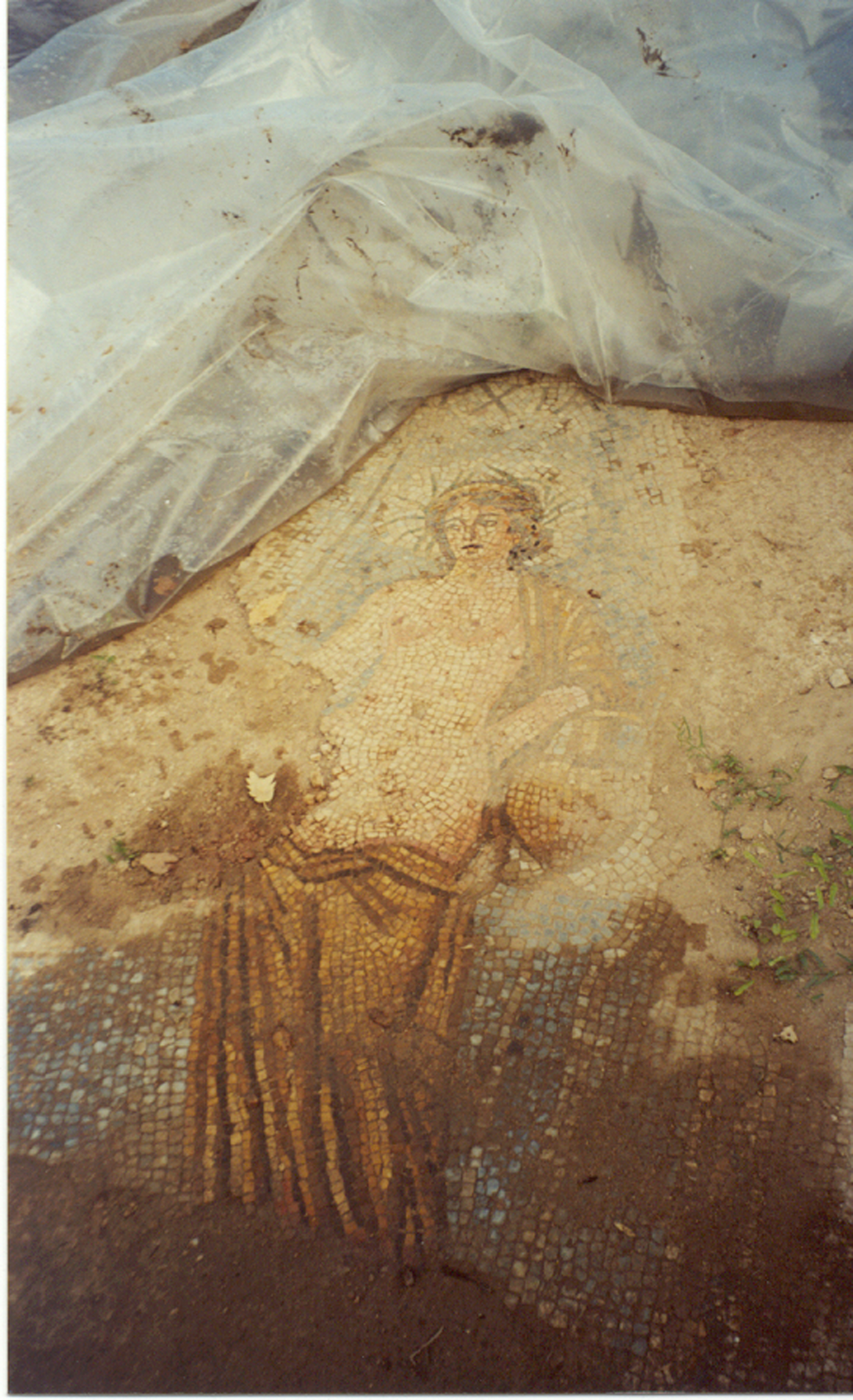
Parte del mosaico romano robado en Acmonia en el año 2000.

Acmonia (en griego: Ἀκμονία) es una antigua ciudad y sede titular de la Frigia Pacaziana en el Asia Menor, ahora conocida como Ahat Köyü, en la provincia de Uşak, Turquía. 
Fundada por los frigios en el siglo IX a. C., fue mencionada por Cicerón (Pro Flacco, 15) y está localizada en la carretera entre Dorylaeum y Philadelphia.
En el año 2000, un gran pavimento de mosaico del siglo I que representa a la diosa Tyche, fue descubierto en Acmonia. A pesar de las excavaciones de urgencia, que se iniciaron el 26 de junio de 2000, una parte del mosaico fue robado del propio yacimiento el 31 de julio. Sin embargo, las piezas robadas fueron recuperadas más tarde en Estambul después de una redada policial, en 2002.

## Diócesis de Acmonia
La diócesis de Acmonia (en latín: Acmoniensis Dioecesis) fue una antigua sede episcopal de la provincia romana de la Frigia Pacaziana en la diócesis de Asia. Formaba parte del patriarcado de Constantinopla y era sufragánea de la Archidiócesis de Laodicea de Frigia.
Acmonia sigue hoy día como sede titular episcopal, aunque vacante desde el 2 de abril de 1962.